# Ibarbengoa-Getxo
Ibarbengoa-Getxo è una stazione della linea 1 della metropolitana di Bilbao. Quando sarà inaugurata, diventerà capolinea per alcuni treni della linea 1, compito che attualmente spetta a Bidezabal.
Si trova lungo Ibarrengoa Estarta, nel quartiere Anda Mari di Getxo.

## Storia
L'apertura della stazione è prevista per  l'15 giugno 2020.